# Provincia eclesiástica de Granada

Provincia eclesiástica de Granada

La provincia eclesiástica de Granada está formada por la archidiócesis de Granada y las diócesis sufragáneas de Almería, Jaén, Cartagena, Málaga y Guadix.
Los territorios de la diócesis de Guadix, aunque pertenecen a la provincia de Granada, no están integrados en la archidiócesis de Granada, sino que constituyen una diócesis propia, dada su importancia histórica.

## Historia
La diócesis de Granada fue restaurada en el siglo XV, cuando se tiene noticia de nombramientos de obispos. Tras la conquista de Granada por los Reyes Católicos y a instancias de los mismos, el arzobispo de Toledo, Pedro González de Mendoza, en virtud de una bula de Inocencio VIII, erigió el 21 de mayo de 1492 la iglesia metropolitana en Granada, dedicada a Santa María de la Encarnación y unos meses más tarde, el 10 de diciembre, mediante la bula In eminenti specula, el papa Alejandro VI instituyó metropolitana la iglesia de Granada,  con las diócesis sufragáneas de Almería y  Guadix-Baza,  erigidas al mismo tiempo pero con bulas distintas. 

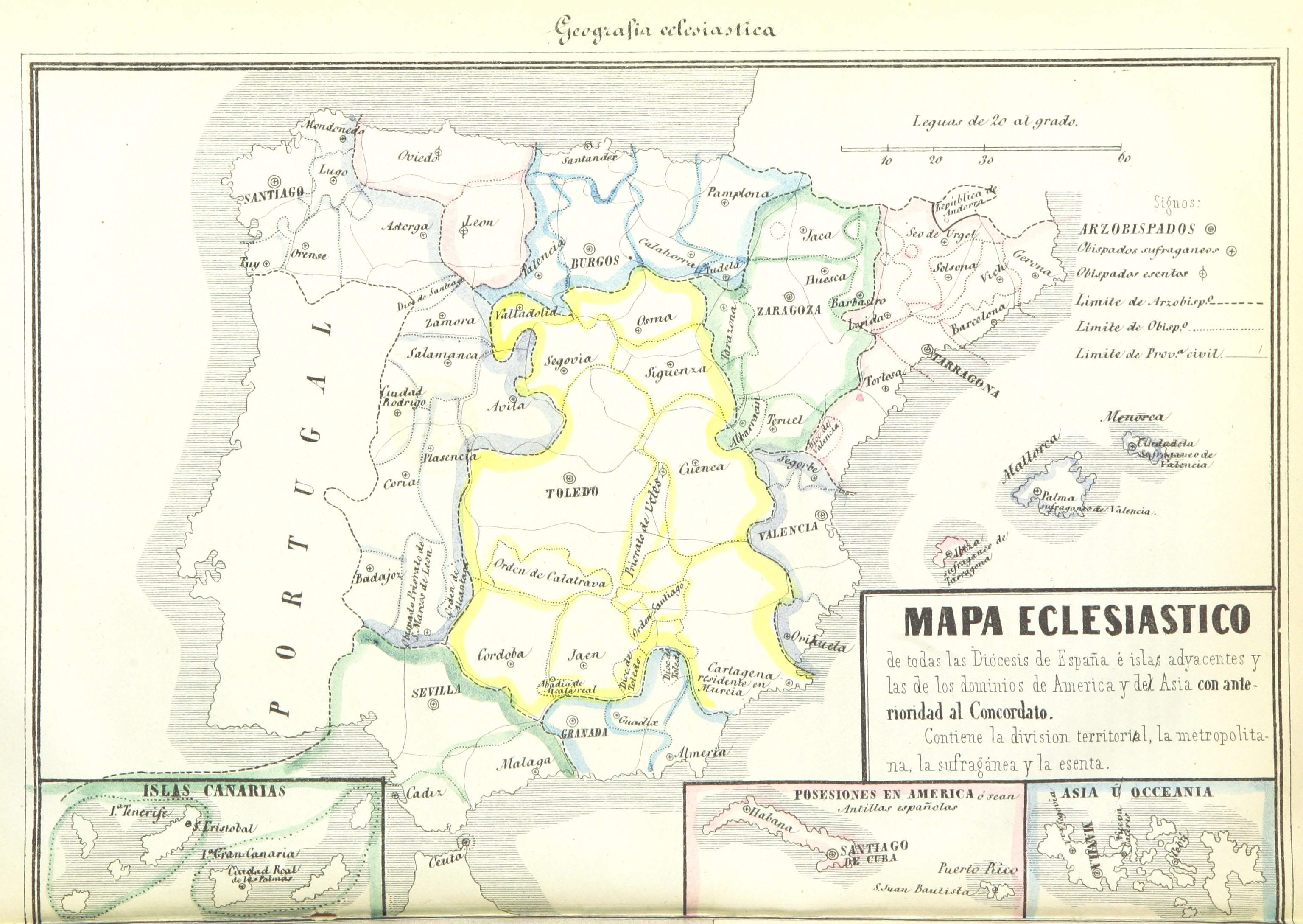
Mapa eclesiástico de España antes del concordato de 1851

En el siglo XIX, tras la firma del Concordato de 1851 se modificaron varias circunscripciones de las diócesis de España. El Concordato de 1851 agregó como sufragáneas de Granada las diócesis de Málaga, que pertenecía a Sevilla, y Cartagena y Jaén, sufragáneas anteriormente de Toledo.

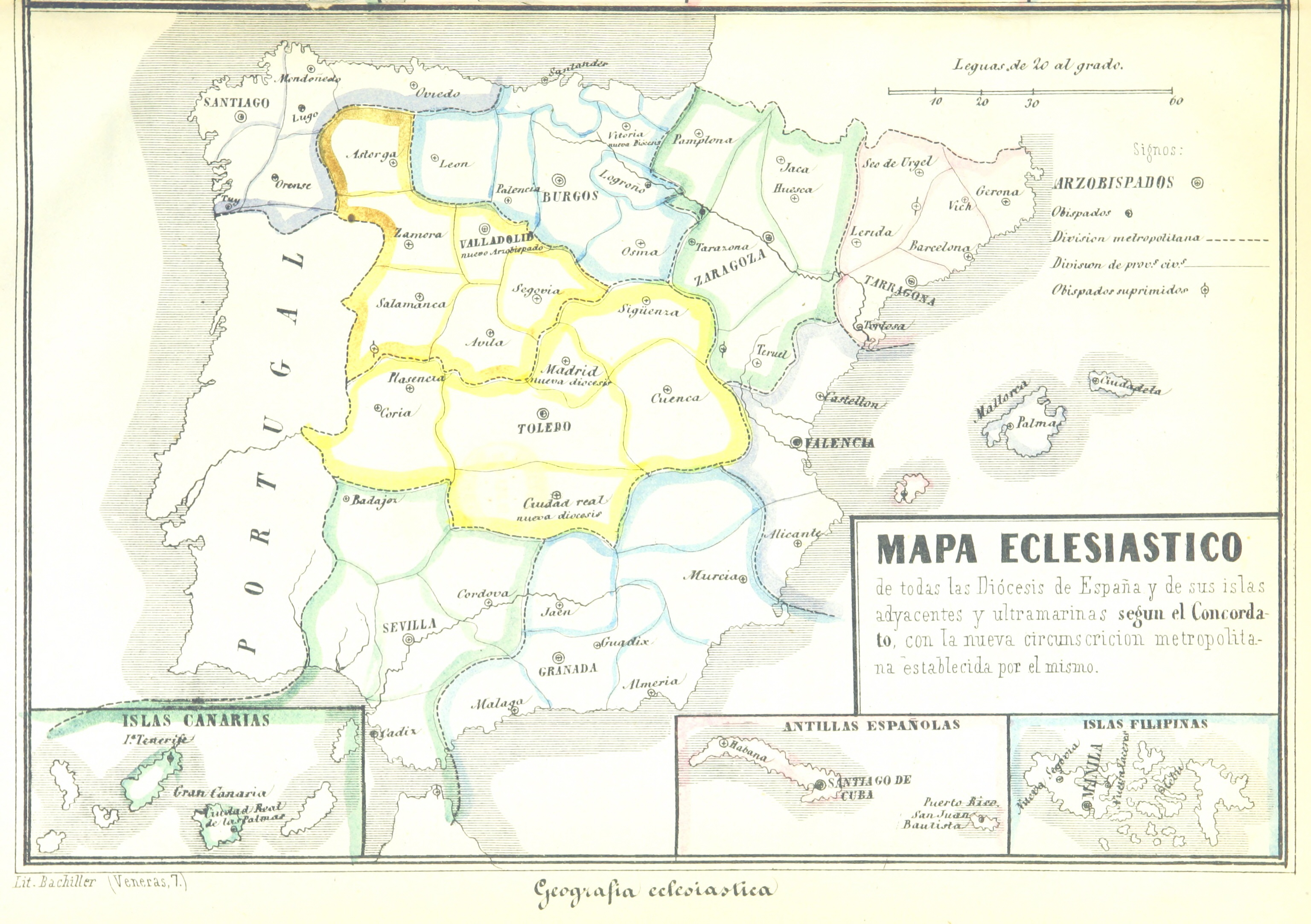
Mapa eclesiástico de España después del concordato de 1851

Por bula del papa Pío XII, en 1949 se segregaron de la diócesis de Cartagena los arciprestazgos de Albacete, Almansa, Casas-Ibáñez, Chinchilla de Monte-Aragón, Hellín, Jorquera y Yeste para constituir, junto con otros territorios de Cuenca, la nueva diócesis de Albacete (que sería creada como sufragánea de la archidiócesis de Valencia, y que en 1994 sería segregada de la Provincia eclesiástica de Valencia e integrada en la de Provincia eclesiástica de Toledo). La configuración actual de la diócesis de Cartagena se corresponde, por tanto, con la de la comunidad autónoma de la Región de Murcia.
A principios de 1953, por acuerdo y solicitud a la Santa Sede del arzobispo de Granada, Balbino Santos y del obispo de Almería, Alfonso Ródenas, pasaron a formar parte de la diócesis de Almería las dieciocho parroquias de los arciprestazgos de Canjáyar y del Río Andarax,  dependientes hasta entonces del arzobispado de Granada y pertenecientes a la provincia de Almería. 
Tras la firma del Concordato de 1953, que mandaba revisar las circunscripciones diocesanas para ajustar sus límites en la medida de lo posible a los territorios provinciales correspondientes, en 1957, pasaron a depender de la diócesis de Almería las veintidós parroquias de los arciprestazgos de Berja y Laujar de Andarax que pertenecían al arzobispado de Granada. Así mismo, las parroquias de Castilléjar, la Puebla de Don Fadrique y Huéscar, pertenecientes históricamente al arzobispado de Toledo, se integraron en 1954 en la diócesis de Guadix-Baza.
En la diócesis de Jaén, hasta 1873 no se suprimieron las jurisdicciones especiales de la Abadía de Alcalá la Real y las vicarias de las Órdenes militares. Ante las disposiciones estatales, el papa Pío IX, por medio de cartas apostólicas, unió la Abadía de Alcalá y las vicarías de Segura, Beas y Martos a la diócesis de Jaén el 14 de julio de 1873. Por esta causa en 1893 el obispo Manuel María León González y Sánchez reorganizó territorialmente la diócesis, excepto el Adelantado de Cazorla que perteneció al arzobispado de Toledo hasta 1954, año que Pío XII firmó la anexión de Cazorla a la diócesis de Jaén mediante el Decreto «Maiori animarum bono» de la Congregación Consistorial del 23 de abril de 1954. Así se cumplió el deseo expresado en el artículo 9.º del Concordato de 1953.

## Organización territorial

### Datos de la provincia eclesiástica
El arzobispo de Granada es el metropolitano de la provincia y tiene autoridad limitada sobre las diócesis sufragáneas.
| Provincia eclesiástica de Granada | Provincia eclesiástica de Granada | Provincia eclesiástica de Granada |
| Catedral                          | Advocación                        | Diócesis                          |
| --------------------------------- | --------------------------------- | --------------------------------- |
| Catedral de Granada               | Virgen de la Encarnación          | Granada                           |
| Catedral de Almería               | Virgen de la Encarnación          | Almería                           |
| Catedral de Guadix                | Virgen de la Encarnación          | Guadix                            |
| Catedral de Jaén                  | Virgen de la Asunción             | Jaén                              |
| Catedral de Málaga                | Virgen de la Encarnación          | Málaga                            |
| Catedral de Murcia                | Santa María                       | Cartagena                         |

Actualmente, la provincia tiene alrededor de 1.298 parroquias, abarca unos 53.520 km² en donde habitan aproximadamente 5.377.594 de personas de las cuales el 89,98% son católicos.
| Datos comparativos entre las diócesis de la provincia  | Datos comparativos entre las diócesis de la provincia | Datos comparativos entre las diócesis de la provincia | Datos comparativos entre las diócesis de la provincia | Datos comparativos entre las diócesis de la provincia | Datos comparativos entre las diócesis de la provincia |
| ------------------------------------------------------ | ----------------------------------------------------- | ----------------------------------------------------- | ----------------------------------------------------- | ----------------------------------------------------- | ----------------------------------------------------- |
| Diócesis                                               | Erigida                                               | Área(km²)                                             | % C.                                                  | Población total                                       | P.                                                    |
| Granada                                                | Siglo XV                                              | 6.945                                                 | 97,9                                                  | 812.196                                               | 266                                                   |
| Almería                                                | Siglo XV                                              | 8.774                                                 | 86,0                                                  | 706.672                                               | 215                                                   |
| Guadix                                                 | Siglo I                                               | 5.677                                                 | 96,8                                                  | 99.082                                                | 74                                                    |
| Jaén                                                   | Siglo VII                                             | 13.498                                                | 99,2                                                  | 648.250                                               | 201                                                   |
| Málaga                                                 | Siglo XV                                              | 7.306                                                 | 75,0                                                  | 1.641.121                                             | 251                                                   |
| Cartagena                                              | Siglo I                                               | 11.320                                                | 85,0                                                  | 1.470.273                                             | 291                                                   |
| Total                                                  | Total                                                 | 53.520                                                | 89,98                                                 | 5.377.594                                             | 1.298                                                 |
| P.=Número de parroquias; % C.=Porcentaje de católicos; |                                                       |                                                       |                                                       |                                                       |                                                       |

## Episcopologio
- Ver Lista de Obispos y Arzobispos de Granada
- Ver Lista de Obispos de Málaga
- Ver Lista de Obispos de Almería
- Ver Lista de Obispos de Guadix
- Ver Lista de Obispos de Jaén
- Ver Lista de Obispos de Cartagena